# Jim McAlister (calciatore 1985)
Jim McAlister (Rothesay, 2 novembre 1985) è un ex calciatore scozzese, di ruolo centrocampista, attualmente magazziniere dei Rangers.

## Caratteristiche tecniche
Interno di centrocampo, può giocare come esterno destro o come terzino sulla medesima fascia.

## Carriera
Vanta una cinquantina di presenze nella SPL. Nel 2002 il Greenock Morton lo preleva in cambio di 15000 €.

## Palmarès

### Club

#### Competizioni nazionali
- Scottish Second Division: 1

Greenock Morton: 2006-2007
- Scottish Third Division: 1

Greenock Morton: 2002-2003